# Epidemic
Epidemic är en dansk film från 1987. Den regisserades av Lars von Trier och är del två i dennes Europatrilogin.

## Handling
En duo bestående av regissören Lars och manusförfattaren Niels, spelade av filmens manusförfattare Lars von Trier och Niels Vørsel själva, befinner sig i en prekär situation då de enbart har fem dagar på sig att skriva klart ett manus värdigt att presentera för filmkonsulenten Claes då deras egentliga text, Kommissarien och Horan, försvann genom att disketten den var lagrad på förstördes.
De beslutar sig för att skriva en film om en dödlig epidemi som håller på att sprida sig över Europa, och döper denna film till Epidemic. Ironiskt nog ser de inte att en verklig epidemi håller på att sprida sig runt omkring dem.

## Om filmen
Filmen visades första gången på filmfestivalen i Cannes den 14 maj 1987. Den hade svensk premiär den 1 september 2000 och är tillåten från 15 år.

## Rollista (komplett)
- Allan De Waal
- Ole Ernst
- Michael Gelting
- Colin Gilder
- Svend Ali Hamann - Svend
- Claes Kastholm Hansen - Claes
- Ib Hansen
- Anja Hemmingsen
- Kirsten Hemmingsen
- Cæcilia Holbek
- Gert Holbek
- Udo Kier - Udo
- Jørgen Christian Krüff
- Jan Kornum Larsen
- Gitte Lind - Gitte
- Leif Magnusson
- Gunner Ottesen
- Susanne Ottesen - Susanne
- Lennart Pasborg
- Leif Sabro
- Tony Shine
- Michael Simpson - präst
- Mik Skov
- Thorkild Tønnesen
- Olaf Ussing
- Lars von Trier - sig själv/doktor Mesmer
- Niels Vørsel - sig själv